# 季星星
季星星（1962年8月—），男，汉族，上海人，中华人民共和国政治人物，中国共产党党员，现任中华全国新闻工作者协会党组成员、书记处书记。

## 生平
1984年，毕业于安徽师范大学中文系汉语言文学专业。1990年，获上海师范大学中文系世界文学专业硕士学位。1997年，获北京师范大学外语系俄语语言文学专业博士学位。1999年至2001年，任新华通讯社信息部总编室主任记者。2001年至2013年，先后任中央外宣办一局调研处副处长、处长，四局综合处处长，四局副局长。2013年12月，任齐齐哈尔市委常委。2014年3月，任齐齐哈尔市副市长。2016年11月，任中华全国新闻工作者协会书记处书记。